# Софрон (Мудрый)
Софрон Мудрый (укр. Софрон Мудрий, в миру Степан-Василий Григорьевич Мудрый; 27 ноября 1923, Золочев, Тарнопольское воеводство, Польша — 31 октября 2014) — украинский религиозный деятель, епископ-эмерит Ивано-Франковской епархии УГКЦ, василианин

## Биография
Родился в г. Золочеве (ныне Львовская область, Украина). Начальное и среднее образование получил в Золочеве, а позже в Аугсбурге (Германия) окончил курс электроинженерии.
После войны покинул Германию и переехал в местность Давсон (Пенсильвания, США), где в 1949 году поступил в монастырь василиан.
В 1951—1955 годах проходил схоластические и философские исследования, а по их окончании, 14 января 1955 года, сложил вечные обеты в Василианском Ордене, взяв себе имя Софрон. После того уехал в Рим, где четыре года изучал богословие в Григорианском университете, достигнув в 1958 году степень магистра. Здесь, в Риме, 25 декабря 1958 г. он принял св. Таинство Священства из рук архиепископа Ивана Бучко. В Латеранском университете изучал римское и каноническое право, а в 1963 году защитил докторскую диссертацию. В 1966—1969 годах в этом же институте получил степень магистра канонического права Восточных Церквей. Позже стал профессором папского Института Восточных Наук.
С 1960 до 1974 года исполнял обязанности вице-ректора, а с 1974 по 1994 год был ректором Украинской папской коллегии св. Йосафата в Риме. С 1965 по 1994 год был постоянным сотрудником Ватиканского радио. В октябре 1994 года выехал на Украину (в Ивано-Франковск), где был назначен ректором Ивано-Франковского Теолого-Катехитического Духовного Института.
6 ноября 1995 года назначен протосинкелом Ивано-Франковской епархии. 2 марта 1996 получил назначение на епископа-коадъютора Ивано-Франковской епархии, а 12 мая 1996 состоялась епископская хиротония в Свято-Воскресенском кафедральном соборе  г. Ивано-Франковска. Главным святителем был архиепископ Мирослав Марусин, секретарь Конгрегации Восточных Церквей, а сосвятителями — митрополит Филадельфийский Стефан Сулик и епископ Ивано-Франковский Софрон Дмитерко, ЧСВВ.
22 декабря 1997 года состоялась интронизация нового епарха Софрона Мудрого, ЧСВВ, на место епископа-эмерита Софрона Дмитерко, ЧСВВ.
За время правления Ивано-Франковской епархией владыка Мудрый работал над её развитием. Построил Ивано-Франковский Теолого-катехитической Духовный Институт (ныне Теологическая Академия) и вывел его в число лучших духовных учебных заведений, добился возвращения дома под консисторию, построил епископскую резиденцию. Всего за время своего епископства рукоположил более 130 священников. Написал много трудов, выпустил на украинском языке более 150 религиозных аудиокассет, грампластинок, видеофильмов.
Своими стараниями Софрон Мудрый построил трёхэтажный реколекционный дом на 40 человек, столовую, просторную беседку (Подлютое).
2 июня 2005 Папа Римский Бенедикт XVI принял отречение от правительства по возрасту епископа Ивано-Франковского Софрона Мудрого. Его преемником на престоле Ивано-Франковской епархии УГКЦ стал владыка Владимир Вийтишин.

## Награды
16 января 2009 года Президент Украины Виктор Ющенко наградил епископа Софрона Мудрого орденом «За заслуги» III степени «за весомый личный вклад в дело консолидации украинского общества, развитие демократического, социального и правового государства и по случаю Дня Соборности Украины». 30 ноября 2013 года его преемник Виктор Янукович наградил Софрона Мудрого орденом «За заслуги» II степени «за значительный личный вклад в социально-экономическое, научно-техническое, культурно-образовательное развитие Украинского государства, весомые трудовые достижения, многолетний добросовестный труд».